# Renfe série 272
La série 272 est une série de locomotives électriques de la Renfe, commandées par la Compañía del Norte en 1927 à Babcock & Wilcox pour la partie mécanique et à la Sociedad Española de Electricidad Brown Boveri pour la partie électrique. Leur mise en service intervint en 1929.

## Histoire et service
Ces locomotives ont été utilisées au Pays basque. Elles prirent en charge le trafic entre Altsasu et Irun (sur la ligne Madrid - Hendaye) après l'électrification de la ligne (en 1500 V continu). Plus tard, elles étendront leur rayon d'action jusqu'à Miranda de Ebro et Burgos.
Les Norte 7200, sont devenues les 272 de la Renfe. La livrée bleue d'origine est remplacée par le vert. Elles ont été surnommées "crocodile" par analogie avec les autres locomotives électriques articulées de l'époque. 
Elles ont commencé à s'effacer avec l'apparition en 1967 des locomotives bitension (1500 et 3000 V). La dernière a été retirée du service en 1976.
Des unités de cette série sont exposées au musée du chemin de fer de Vilanova i la Geltrú.  

## Modélisme
La série 272 est proposée en miniature par la marque Electrotren.

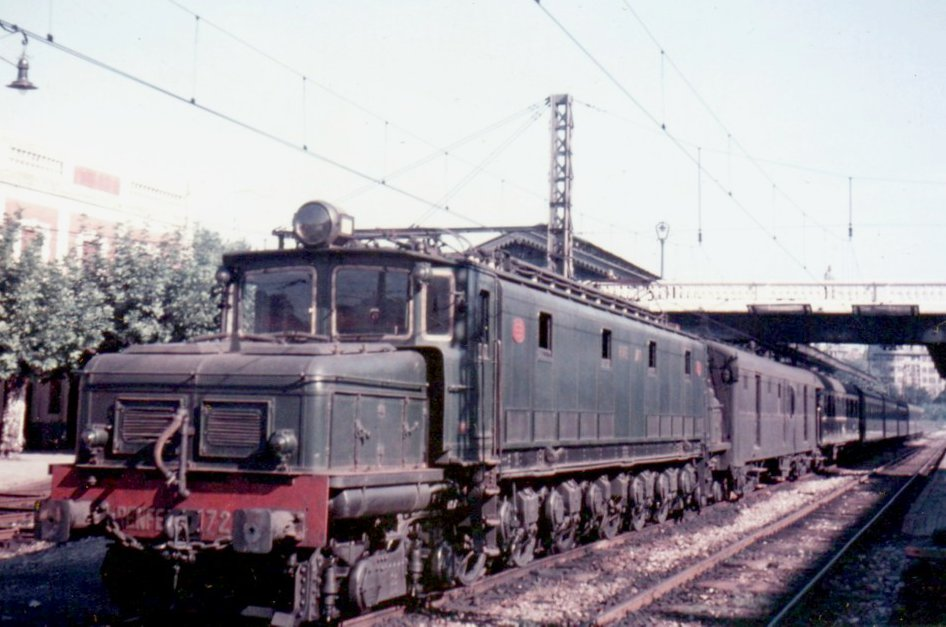
La 7210 tractant un train de voyageurs en 1955.
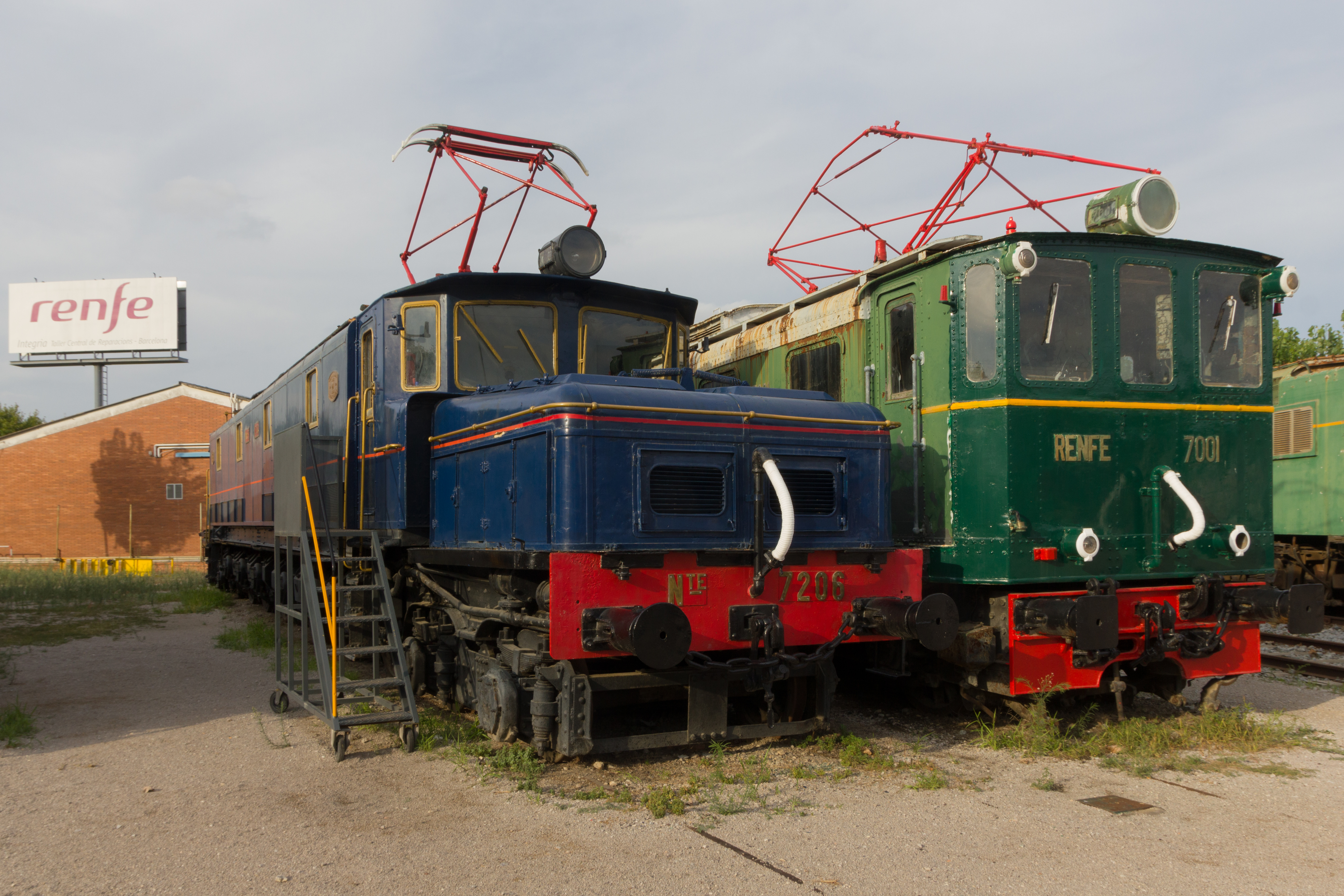
La 7206, restaurée en livrée bleue.